# Maulvibazar
Maulvibazar (bengali: মৌলভীবাজার জেলা, engelska: Maulvibazar District) är ett distrikt i Bangladesh.   Det ligger i provinsen Sylhet, i den östra delen av landet, 170 km nordost om huvudstaden Dhaka. Antalet invånare är 1 919 062. Arean är 2 799 kvadratkilometer.
Terrängen i Maulvibazar är platt.
Trakten runt Maulvibazar består till största delen av jordbruksmark. Runt Maulvibazar är det tätbefolkat, med 613 invånare per kvadratkilometer.